# Cycloramphidae
Famille
Synonymes
- Cycloramphinae Bonaparte, 1850
- Thoropidae Frost, Grant, Faivovich, Bain, Haas, Haddad, de Sá, Channing, Wilkinson, Donnellan, Raxworthy, Campbell, Blotto, Moler, Drewes, Nussbaum, Lynch, Green & Wheeler, 2006

Les Cycloramphidae sont une famille d'amphibiens. Elle a été créée par Charles-Lucien Bonaparte en 1850.

## Répartition
Les espèces de ses trois genres sont endémiques du Brésil.

## Liste des genres
Selon Amphibian Species of the World (19 novembre 2016) :
- Cycloramphus Tschudi, 1838
- Thoropa Cope, 1865
- Zachaenus Cope, 1866

## Publication originale
- Bonaparte, 1850 : Conspectus Systematum. Herpetologiae et Amphibiologiae. Editio altera reformata.